# Poštolka
Poštolka je český název některých sokolovitých dravců z rodu Falco. Ačkoli se v češtině používá jako název rodový, značí podrody (Cerchneis, Erythropus).

## Systematika
K poštolkám se řadí následující druhy:
- poštolka jižní (Falco naumanni)
- poštolka obecná (Falco tinnunculus)
- poštolka bělooká (Falco rupicoloides)
- poštolka madagaskarská (Falco newtoni)
- poštolka mauricijská (Falco punctatus)
- poštolka seychelská (Falco araeus)
- poštolka molucká (Falco moluccensis)
- poštolka australská (Falco cenchroides)
- poštolka pestrá (Falco sparverius)
- poštolka rezavá (Falco alopex)
- poštolka šedá (Falco ardosiaceus)
- poštolka Dickinsonova (Falco dickinsoni)
- poštolka proužkovaná (Falco zoniventris)
- poštolka rudonohá (Falco vespertinus)